# Marijn van Heugten
Marijn van Heugten (Neerkant, 6 juni 1997) is een Nederlands voetballer die als aanvaller bij Helmond Sport speelde. Omdat hij zijn opleiding niet meer kon combineren met topsport, besloot hij in september 2018 te stoppen bij Helmond Sport.

## Carrière
Marijn van Heugten maakte zijn debuut op 8 april 2016, in de met 1-1 gelijkgespeelde thuiswedstrijd tegen Sparta Rotterdam.

### Carrièrestatistieken
| Seizoen                         | Club           | Land           | Competitie     | Competitie | Competitie | Beker | Beker | Totaal | Totaal |
| Seizoen                         | Club           | Land           | Competitie     | Wed.       | Dlp.       | Wed.  | Dlp.  | Wed.   | Dlp.   |
| ------------------------------- | -------------- | -------------- | -------------- | ---------- | ---------- | ----- | ----- | ------ | ------ |
| 2015/16                         | Helmond Sport  | Nederland      | Eerste divisie | 2          | 0          | 0     | 0     | 2      | 0      |
| 2016/17                         | Helmond Sport  | Nederland      | Eerste divisie | 5          | 0          | 0     | 0     | 5      | 0      |
| 2017/18                         | Helmond Sport  | Nederland      | Eerste divisie | 5          | 1          | 0     | 0     | 5      | 1      |
| Carrièretotaal                  | Carrièretotaal | Carrièretotaal | Carrièretotaal | 12         | 1          | 0     | 0     | 12     | 1      |
| Bijgewerkt op 29 september 2018 |                |                |                |            |            |       |       |        |        |